# Ionuț-Ciprian Ciuperceanu
Ionuț-Ciprian Ciuperceanu (n. 26 ianuarie 1986) este un senator român, ales în 2024 din partea PSD. 

## Carieră profesională
Înainte de a intra în politică, Ciuperceanu a fost profesor de educație fizică și sport, acumulând o experiență solidă în domeniul educației.

## Carieră politică
De-a lungul carierei sale politice, Ciuperceanu a fost membru al mai multor partide politice: Partidul Democrat Liberal (PDL) până în 2014, Partidul Național Liberal (PNL) între 2014 și 2023, iar din 2023 s-a alăturat Partidului Social Democrat (PSD).
Înainte de a deveni senator, a fost primarul comunei Drăgănești-Vlașca din județul Teleorman, funcție pe care a deținut-o din 2016 până în 2024.